# 蔡子健
蔡子健（英語：Ellesmere Choy Tsz Kin，1970年12月28日—），生於香港，籍貫廣東東莞，前香港無綫電視演員。

## 背景
蔡子健早年在九龍何文田邨2座成長，家有1姊2妹。他於1976年至1982年就讀海星學校，1982年至1989年升讀陳瑞祺（喇沙）書院（中一至中七）。自小學4年級已參與童軍活動。1993年加入無綫電視藝員訓練班第6期藝員進修班，其後擔任兒童節目主持。因參與許多旅遊節目而有「旅遊王子」美譽。工作以外，他利用公餘時間，從1994年起在香港公開大學進修，並在2006年完成了國際商業工商管理學士課程，2007年至2009年完成北愛荷華大學工商管理碩士課程，2013年至2018年完成澳洲紐卡斯爾大學工商管理博士課程。現時已考獲CFP認可財務策劃師、特許財務策劃師、核準退休顧問及壽險管理師等資格，又獲得樂高®認真玩®引導師認證證書。
蔡子健離開演藝界之前不但主持旅遊和兒童節目，亦參演了多部電視劇集。1999年與鄧健泓及鍾麗淇拍攝台慶節目「再創高峰」時，一同登上珠穆朗瑪峰，終以位於5600米高度的基地營止步。不過因苑瓊丹於2008年至2009年向傳媒提及魔術鹹豬手事件，令他一度被炒作為嫌疑人。及至2009年約滿無綫電視後，他逐漸淡出電視圈。此前他於2006年至2016年任職安達人壽保險代理人，2016年開始轉到中銀集團保險任職分行經理至今。也會到香港理工大學擔任管理學課程講師。

## 個人生活
2014年7月9日，蔡子健公開與香港外科醫生，Ava So的戀情。其後蔡子健於社交媒體發布與Ava So的合照，其後網友查出Ava的家底，Ava So（蘇予芊）1990年出生於醫生世家，Ava畢業於哥倫比亞大學醫學院，因樣貌出眾曾被星探挖掘，但已拒絕。同年11月，兩人於香港入紙結婚。2015年2月10日，兩人於愛爾蘭舉辦婚禮。2016年5月4日，Ava於英國倫敦產下一子，Noah Enrico，蔡柏曜。2019年9月30日，Ava再於倫敦產下雙胞胎女兒，Chloe Ria，蔡卓曦和Inez Faith，蔡寧依。

## 演出作品

### 電視劇（無綫電視）
| 首播   | 劇名            | 角色            | 性質                        |
| 1993年 | 愛有明天III     |                 |                             |
| 1993年 | 開心華之里      |                 |                             |
| 1994年 | 再見亦是老婆    | 洪文揚          |                             |
| 1995年 | 親恩情未了      | 俊朋友          |                             |
| 1997年 | 刑事偵緝檔案III | 潘子韜          | 男配角                      |
| 1999年 | 鑑證實錄II      | 王英傑          |                             |
| 1999年 | 騙中傳奇        | 嘉慶皇帝        |                             |
| 2000年 | 京城教一        | 康熙皇帝        | 男配角                      |
| 2000年 | 金裝四大才子    | 正德皇          | 男配角                      |
| 2001年 | 錦繡良緣        | 馮太生          |                             |
| 2001年 | 陀槍師姐III     | 榮兆佳          | 男配角                      |
| 2001年 | 七姊妹          | 黃文迪          |                             |
| 2001年 | 婚前昏後        | 陳永樂          | 男配角                      |
| 2001年 | 皆大歡喜        | 白 雲           | 客串、男配角                |
| 2002年 | 烈火雄心II      | 林聚賢          | 男配角                      |
| 2002年 | 談判專家        | 楊孝武          | 男配角                      |
| 2003年 | 撲水冤家        | 常浩仁          | 男配角                      |
| 2003年 | 洗冤錄II        | 展 傑           | 主要角色                    |
| 2003年 | 帝女花          | 朱慈照          | 男配角                      |
| 2003年 | 十萬噸情緣      | Jacky           | 来宾角色                    |
| 2003年 | 衛斯理          | 林子淵 / 林伯駿 | 男配角                      |
| 2003年 | 美麗在望        | 王國豪          |                             |
| 2003年 | 皆大歡喜II      | 賈鎮南          | 客串、男配角                |
| 2003年 | 俗世情真        | 何進毅          | 男配角                      |
| 2003年 | 衝上雲霄        | 余先生          | 来宾角色                    |
| 2004年 | 大唐雙龍傳      | 獨孤策          | 男配角                      |
| 2005年 | 翻新大少        | 成大志          | 第三男主角                  |
| 2005年 | 情迷黑森林      | Robert          |                             |
| 2005年 | 窈窕熟女        | 高偉豪          | 第2集                       |
| 2005年 | 酒店風雲        | 王啟業          | 男配角                      |
| 2005年 | 奇幻潮          | 表姨丈          | 第19集：復仇                |
| 2006年 | 愛情全保        | 佐 治           |                             |
| 2006年 | 飛短留長父子兵  | Vincent         |                             |
| 2006年 | 法證先鋒        | 蘇志文          | 来宾角色                    |
| 2006年 | 刑事情報科      | 趙偉倫          |                             |
| 2007年 | 十兄弟          | 周家禮          | 男配角                      |
| 2007年 | 亂世佳人        | 李成康          | 男配角                      |
| 2007年 | 學警出更        | 郭啟超          | 男配角                      |
| 2007年 | 歲月風雲        | 吳志明          | 男配角 TVB与CCTV联合制作    |
| 2008年 | 太極            | 柴崎克洋        | 男配角                      |
| 2008年 | 師奶股神        | 丁兆添          | 男配角                      |
| 2008年 | 搜神傳          | 河 伯           |                             |
| 2008年 | 與敵同行        | 楊健業          | 男配角                      |
| 2009年 | 學警狙擊        | 郭啟超          | 男配角、特別演出            |
| 2009年 | 大冬瓜          | 屈 基           | 男配角                      |
| 2009年 | ID精英          | 韓永年          |                             |
| 2010年 | 秋香怒點唐伯虎  | 彪              | 男配角                      |
| 2011年 | 仁心解碼        | 陳光亮          | 男配角                      |
| 2011年 | 七號差館        | 陸天朗          | 2002年4月在海外上映         |
| 2013年 | 凶城計中計      | 柳開福          | 男配角、2007年3月在海外上映 |

### ViuTV
| 首播   | 劇名 | 角色       | 性質   |
| 2025年 | 三命 | 重案組督察 | 第四集 |

### 節目主持（無綫電視）
- 1993-1997年：閃電傳真機
- 1996-1997年：香港傳奇
- 1997年：回歸快訊
- 1997-1998年：旅遊新·特·搜
- 1998年：旅遊大搜索
- 1998年：地球大搜索
- 1999年：再創高峰
- 2000年：永安旅遊帶你嘆世界
- 2000年：潮汕知識萬里行
- 2003年：智趣相投總廚有請
- 2004年：加拿大加倍開心之旅
- 2005年：娛樂直播
- 2008年：創富坊

## 獎項
- 2000年度兒歌金曲頒獎典禮 最受歡迎兒歌組合獎 - 銀獎《踏上高峰》

## 外部連結
- 香港網絡大典 - 蔡子健 （页面存档备份，存于）